# Irwinomyia aurea
Irwinomyia aurea là một loài ruồi trong họ Asilidae. Irwinomyia aurea được Londt miêu tả năm 1994. Loài này phân bố ở vùng nhiệt đới châu Phi.